# Acoridon manningi
Acoridon manningi är en kräftdjursart som beskrevs av Adkison, Heard och Hopkins 1983. Acoridon manningi ingår i släktet Acoridon och familjen Coronididae. Inga underarter finns listade i Catalogue of Life.